# Artemas (músico)
Artemas Diamandis (em grego: Αρτέμας Διαμαντής; nascido em 23 de setembro de 1999) conhecido profissionalmente como Artemas  é um cantor, compositor e produtor musical cipriota inglês. Ele é mais conhecido por seus singles "If U Think I'm Pretty" e "I Like the Way You Kiss Me" que ficaram famosos no inicio de 2024.

## Vida
Artemas cresceu em uma vila em Oxfordshire e é descendente de cipriotas gregos. Ele aspirava desde cedo ser um cantor e, após assistir um documentário sobre Kurt Cobain intitulado Kurt Cobain: Montage of Heck aos 16 anos, fez com que o inspirasse para começar a escrever músicas.

## Carreira
Aos 17 anos Artemas fez sua primeira "apresentação" com sua música de nome "very bad rock song", que foi tocada na rádio local.
O primeiro lançamento musical de Artemas foi o single "High 4 U" em novembro de 2020. Em 24 de outubro de 2023, o mesmo lança o seu single " If U Think I'm Pretty ", para que no próximo ano, alcançasse a UK Singles Charts (parada de singles do reino unido) . O single também o levaria a lançar seu segundo albúm de nome "Pretty" em 9 de fevereiro de 2024 e logo após começou a tour de seu álbum em 20 de abril do mesmo ano  . Em 19 de março de 2024, ele lançou o single "I Like the Way You Kiss Me", que alcançou o primeiro lugar na Áustria, Bélgica (Flandres), Alemanha, Polônia, Suécia, Suíça, Letônia e Lituânia, o terceiro lugar no Reino Unido e atingiu o pico entre os dez primeiros nas paradas em vários outros países, incluindo Austrália, Nova Zelândia, Irlanda e Noruega.
Alguns meses após o álbum "Pretty" ser lançado, Artemas lança os singles "dirty little secret" em 9 de julho de 2024 e "wet dreams" em 10 de julho de 2024 para que no dia seguinte, 11 de julho do mesmo ano, Artemas lançasse seu terceiro álbum, o "Yustyna" contendo a faixa "i like the away you kiss me".

## Discografia

### Mixtapes
| Título                                                                 | Detalhes                                                                 | Posições de pico no gráfico | Posições de pico no gráfico | Posições de pico no gráfico |
| Título                                                                 | Detalhes                                                                 | Austrália<br> HITS.<br>     | LTU <br>                    | NÓS <br>                    |
| ---------------------------------------------------------------------- | ------------------------------------------------------------------------ | --------------------------- | --------------------------- | --------------------------- |
| I'm Sorry I'm Like This                                                | - Lançado: 6 de maio de 2022 - Formato: Digital - Etiqueta: Artemas      | —                           | —                           | —                           |
| Pretty                                                                 | - Lançado: 9 de fevereiro de 2024 - Formato: Digital - Etiqueta: Artemas | 18                          | 9                           | —                           |
| Yustyna                                                                | - Lançado: 11 de julho de 2024 - Formato: Digital - Etiqueta: Artemas    | —                           | 8                           | 147                         |
| "—" indica uma gravação que não entrou nas paradas naquele território. |                                                                          |                             |                             |                             |

### Singles
| Title                                                         | Year | Peak chart positions | Peak chart positions | Peak chart positions | Peak chart positions | Peak chart positions | Peak chart positions | Peak chart positions | Peak chart positions | Peak chart positions | Peak chart positions | Certifications                                                                                          | Album                                      |
| Title                                                         | Year | UK                   | AUS                  | AUT                  | CAN                  | GER                  | LAT                  | SWE                  | SWI                  | US                   | WW                   | Certifications                                                                                          | Album                                      |
| ------------------------------------------------------------- | ---- | -------------------- | -------------------- | -------------------- | -------------------- | -------------------- | -------------------- | -------------------- | -------------------- | -------------------- | -------------------- | --- | ------------------------------------------ |
| "High 4 U"                                                    | 2020 | —                    | —                    | —                    | —                    | —                    | —                    | —                    | —                    | —                    | —                    | | rowspan="3" Predefinição:Non-album singles |
| "Sunny"                                                       | 2021 | —                    | —                    | —                    | —                    | —                    | —                    | —                    | —                    | —                    | —                    | |                                            |
| "Misunderstood"                                               | 2021 | —                    | —                    | —                    | —                    | —                    | —                    | —                    | —                    | —                    | —                    | |                                            |
| "Real Life"                                                   | 2021 | —                    | —                    | —                    | —                    | —                    | —                    | —                    | —                    | —                    | —                    | | I'm Sorry I'm Like This                    |
| "I'm Trynna Tell U That I Love U"                             | 2021 | —                    | —                    | —                    | —                    | —                    | —                    | —                    | —                    | —                    | —                    | | I'm Sorry I'm Like This                    |
| "Favourite"                                                   | 2022 | —                    | —                    | —                    | —                    | —                    | —                    | —                    | —                    | —                    | —                    | | I'm Sorry I'm Like This                    |
| "I'm Sorry"                                                   | 2022 | —                    | —                    | —                    | —                    | —                    | —                    | —                    | —                    | —                    | —                    | | I'm Sorry I'm Like This                    |
| "Waiting for It All to Go Wrong"                              | 2022 | —                    | —                    | —                    | —                    | —                    | —                    | —                    | —                    | —                    | —                    | | I'm Sorry I'm Like This                    |
| "My Love, I Feel So Low"                                      | 2022 | —                    | —                    | —                    | —                    | —                    | —                    | —                    | —                    | —                    | —                    | | rowspan="4" Predefinição:Non-album singles |
| "Me n My Girl"                                                | 2022 | —                    | —                    | —                    | —                    | —                    | —                    | —                    | —                    | —                    | —                    | |                                            |
| "Mi Amor"                                                     | 2022 | —                    | —                    | —                    | —                    | —                    | —                    | —                    | —                    | —                    | —                    | |                                            |
| "I'll Make You Miss Me"                                       | 2023 | —                    | —                    | —                    | —                    | —                    | —                    | —                    | —                    | —                    | —                    | |                                            |
| "Cross My Heart"                                              | 2023 | —                    | —                    | —                    | —                    | —                    | —                    | —                    | —                    | —                    | —                    | | Pretty                                     |
| "If U Think I'm Pretty"                                       | 2023 | 39                   | 30                   | 42                   | 74                   | 94                   | 10                   | —                    | 92                   | —                    | 113                  | - BPI: Silver - ARIA: Gold - MC: Gold                                                                   | Pretty                                     |
| "Just Want U to Feel Something"                               | 2023 | —                    | —                    | —                    | —                    | —                    | —                    | —                    | —                    | —                    | —                    | | Pretty                                     |
| "Ur Special to Me"                                            | 2024 | —                    | —                    | —                    | —                    | —                    | —                    | —                    | —                    | —                    | —                    | | Pretty                                     |
| "I Like the Way You Kiss Me"                                  | 2024 | 3                    | 3                    | 1                    | 6                    | 1                    | 1                    | 1                    | 1                    | 12                   | 2                    | - BPI: Platinum - ARIA: 2× Platinum - BVMI: Gold - GLF: Platinum - IFPI SWI: Platinum - MC: 2× Platinum | Yustyna                                    |
| "Dirty Little Secret"                                         | 2024 | —                    | —                    | —                    | —                    | —                    | —                    | —                    | —                    | —                    | —                    | | Yustyna                                    |
| "How Could U Love Somebody Like Me?"                          | 2024 | —                    | —                    | —                    | —                    | —                    | —                    | —                    | —                    | —                    | —                    | |                                            |
| "—" denotes a recording that did not chart in that territory. |      |                      |                      |                      |                      |                      |                      |                      |                      |                      |                      | |                                            |